# Hosams Abu Meri
Hosams Abu Meri (arab. ‏حسام أبو مري‎; ur. 20 sierpnia 1974) – łotewski polityk, lekarz i działacz społeczny libańskiego pochodzenia, poseł na Sejm, od 2023 minister zdrowia.

## Życiorys
Urodził się w Libanie. W 1993 przyjechał na Łotwę; w 1999 ukończył studia medyczne na Łotewskiej Akademii Medycznej. Trzy lata później uzyskał specjalizację z chorób wewnętrznych na Uniwersytecie Łotewskim, a w 2004 – dyplom w zakresie gastroenterologi. Podjął praktykę w zawodzie lekarza, zatrudniony w różnych placówkach służby zdrowia, w tym od 2006 w Veselības Centrs 4. Zaangażował się w działalność organizacji i instytucji pracujących na rzecz relacji europejsko-arabskich. Wszedł w skład kierownictwa centrum kultury arabskiej w Rydze, został też prezesem łotewsko-libańskiego towarzystwa kulturalnego. Powołany w skład rady Asocjacji Towarzystw Kultur Narodowych na Łotwie.
W 2010 dołączył do w Stowarzyszenia na rzecz Innej Polityki, które w 2011 weszło w skład Jedności. Z jej ramienia ubiegał się o mandat poselski w wyborach w 2010 i 2011. W wyborach w 2014 został wybrany do Sejmu XII kadencji. W grudniu 2017 objął funkcję przewodniczącego frakcji sejmowej Jedności. Nie utrzymał mandatu w 2018.
W 2019 objął funkcję konsula honorowego Libanu w Rydze. W 2021 został wybrany na radnego Ropaži, następnie objął stanowisko zastępcy mera okręgu. Powrócił do Sejmu w wyniku wyborów w 2022. We wrześniu 2023 objął urząd ministra zdrowia w nowo utworzonym rządzie Eviki Siliņi.

## Życie prywatne
Ojciec czwórki dzieci. W 2012 zawarł związek małżeński z polityk Lindą Mūrniece; małżeństwo zakończyło się rozwodem w 2017. W 2019 jego drugą żoną została dziennikarka Linda Krūmiņa.